# João Diogo
João Diogo Gomes de Freitas, più semplicemente noto come João Diogo (Funchal, 28 febbraio 1988), è un ex calciatore portoghese, di ruolo difensore.

## Carriera

### Club
Ha sempre giocato nel Marítimo.

### Nazionale
Con la nazionale Under-21 portoghese scese in campo 4 volte nel 2009.

## Palmarès

### Club

#### Competizioni nazionali
- Segunda Liga: 1

Estoril Praia: 2020-2021